# Österreichische Alpine Skimeisterschaften 1961
Die Alpinbewerbe der Österreichischen Skimeisterschaften 1961 fanden vom 16. bis zum 19. Februar in Lienz statt. Zugleich wurden auch die Meister in den nordischen Disziplinen gekürt.

## Herren

### Abfahrt
| Platz | Name                   | Zeit       |
| ----- | ---------------------- | ---------- |
| 01    | Heinrich Messner       | 2:04,2 min |
| 02    | Karl Schranz           | 2:05,0 min |
| 03    | Helmut Schaller        | 2:06,2 min |
| 04    | Mathias Leitner        | 2:07,4 min |
| 05    | Josef Stiegler         | 2:08,5 min |
| 06    | Hermann Muckenschnabel | 2:09,3 min |
| 07    | Helmut Schranz *       | 2:09,6 min |
| 08    | Hugo Nindl *           | 2:10,6 min |
| 09    | Walter Kutschera       | 2:10,8 min |
| 10    | Werner Beck *          | 2:11,3 min |
|       | Manfred Köstinger      | 2:11,3 min |

Datum: 19. Februar 1961

Ort: Lienz

### Riesenslalom
| Platz | Name                   | Zeit       |
| ----- | ---------------------- | ---------- |
| 01    | Martin Burger          | 1:40,2 min |
| 02    | Josef Stiegler         | 1:40,6 min |
| 03    | Mathias Leitner        | 1:41,8 min |
| 04    | Ernst Falch            | 1:43,4 min |
|       | Karl Schranz           | 1:43,4 min |
|       | Egon Zimmermann        | 1:43,4 min |
| 07    | Heinrich Messner       | 1:43,6 min |
| 08    | Hermann Muckenschnabel | 1:45,0 min |
| 09    | Helmut Schranz *       | 1:45,6 min |
| 10    | Pepi Kapferer          | 1:46,6 min |

Datum: 16. Februar 1961

Ort: Lienz

Streckenlänge: 1500 m, Höhendifferenz: 420 m

Tore: 59

### Slalom
| Platz | Name             | Zeit       |
| ----- | ---------------- | ---------- |
| 01    | Josef Stiegler   | 2:07,2 min |
| 02    | Martin Burger    | 2:07,6 min |
| 03    | Karl Schranz     | 2:08,0 min |
| 04    | Ernst Falch      | 2:08,3 min |
| 05    | Helmut Schranz * | 2:11,1 min |
| 06    | Pepi Kapferer    | 2:13,8 min |
| 07    | Klaus Derganz    | 2:15,6 min |
| 08    | Hugo Nindl *     | 2:15,7 min |
| 09    | Alois Schuster * | 2:18,1 min |
| 10    | Sepp Mair        | 2:19,0 min |
|       | Hans Klabacher   | 2:19,0 min |
|       | Heinz Dietrich   | 2:19,0 min |

Datum: 18. Februar 1961

Ort: Lienz

### Kombination
Die Kombination setzt sich aus den Ergebnissen von Slalom, Riesenslalom und Abfahrt zusammen.
| Platz | Name                   | Punkte |
| ----- | ---------------------- | ------ |
| 01    | Josef Stiegler         | 03,63  |
| 02    | Karl Schranz           | 03,72  |
| 03    | Ernst Falch            | 10,26  |
| 04    | Heinrich Messner       | 13,92  |
| 05    | Hermann Muckenschnabel | 15,69  |
| 06    | Mathias Leitner        | 16,92  |
| 07    | Rupert Derler          | 20,80  |
| 08    | Pepi Kapferer          | 21,84  |
| 09    | Walter Kutschera       | 22,52  |
| 10    | Manfred Köstinger      | 22,81  |

* = Juniorenklasse

## Damen

### Abfahrt
| Platz | Name             | Zeit       |
| ----- | ---------------- | ---------- |
| 01    | Christl Haas     | 1:45,2 min |
| 02    | Sieglinde Bräuer | 1:45,5 min |
| 03    | Erika Netzer     | 1:45,6 min |
| 04    | Grete Grander    | 1:45,8 min |
| 05    | Traudl Eder      | 1:46,5 min |
| 06    | Christl Ditfurth | 1:46,8 min |
|       | Gertraud Gaber   | 1:46,8 min |
| 08    | Traudl Hecher    | 1:47,3 min |
| 09    | Edith Zimmermann | 1:47,4 min |
| 10    | Elke Pucher      | 1:49,5 min |

Datum: 19. Februar 1961

Ort: Lienz

### Riesenslalom
| Platz | Name             | Zeit       |
| ----- | ---------------- | ---------- |
| 01    | Marianne Jahn    | 1:26,3 min |
| 02    | Edith Zimmermann | 1:27,3 min |
| 03    | Sieglinde Bräuer | 1:27,4 min |
| 04    | Traudl Hecher    | 1:27,7 min |
| 05    | Traudl Eder      | 1:27,8 min |
| 06    | Erika Netzer     | 1:28,7 min |
| 07    | Gertraud Gaber   | 1:29,9 min |
| 08    | Maria Thoma      | 1:30,0 min |
| 09    | Edda Kainz       | 1:32,0 min |
| 10    | Grete Grander    | 1:32,8 min |

Datum: 16. Februar 1961

Ort: Lienz

Streckenlänge: 1100 m, Höhendifferenz: 320 m

Tore: 43

### Slalom
| Platz | Name             | Zeit       |
| ----- | ---------------- | ---------- |
| 01    | Traudl Hecher    | 1:37,8 min |
| 02    | Grete Grander    | 1:39,9 min |
| 03    | Gertraud Gaber   | 1:40,4 min |
| 04    | Edith Zimmermann | 1:42,5 min |
| 05    | Christl Ditfurth | 1:43,4 min |
| 06    | Sieglinde Bräuer | 1:43,9 min |
| 07    | Grete Digruber   | 1:44,5 min |
| 08    | Traudl Eder      | 1:45,2 min |
| 09    | Edda Kainz       | 1:47,4 min |
| 10    | Christl Rüter    | 1:49,8 min |

Datum: 17. Februar 1961

Ort: Lienz

### Kombination
Die Kombination setzt sich aus den Ergebnissen von Slalom, Riesenslalom und Abfahrt zusammen.
| Platz | Name             | Punkte |
| ----- | ---------------- | ------ |
| 01    | Traudl Hecher    | 03,22  |
| 02    | Sieglinde Bräuer | 06,07  |
| 03    | Edith Zimmermann | 06,58  |
| 04    | Gertraud Gaber   | 06,94  |
| 05    | Traudl Eder      | 08,36  |
| 06    | Grete Grander    | 08,45  |
| 07    | Edda Kainz       | 18,09  |
| 08    | Maria Thoma      | 23,41  |
| 09    | Christl Machek   | 26,58  |
| 10    | Erika Netzer     | 26,86  |